# Upphandling
Upphandling inom byggsektorn är en process där en beställare köper varor, tjänster eller byggentreprenader från företag. En fungerande entreprenadmarknad förutsätter en väl utvecklad upphandlingspraxis. För att upphandlingen ska ske på ett korrekt och förutbestämt sätt och säkerställa öppenhet, konkurrens och likabehandling av leverantörer är det viktigt att vissa regler följs. 
För offentlig upphandling i Sverige finns särskilda regler. För beställare som inte är bundna av statliga eller kommunala reglementen, det vill säga enskilda byggherrar och entreprenörer kan Byggforskningens informationsblad B22:1971 Upphandlingsregler för entreprenader åberopas. Anbudsgivarna vet då att när reglerna tillämpas hanteras anbuden på ett likvärdigt sätt. Upphandlingsreglerna reglerar bland annat förfrågningsunderlag, avgivande av anbud, anbudsöppning, anbudsprövning och värderingsgrunder. Byggforskningens informationsblad B22:1971  ersatte den tidigare utgivna Entreprenadupphandling.